# قرقاص أذيني
قرقاص أذيني أو قُرَّاص أذيني (الاسم العلمي: Tripleurospermum auriculatum)، نوع نبات مُزهر من فصيلة النجمية. مواطنها في ليبيا، مصر، الأردن، فلسطين، سوريا، العراق، السعودية، الإمارات.